# Cơ quan lập pháp
Cơ quan lập pháp là hội đồng thảo luận đại diện có quyền thông qua các luật. Đây là một trong ba cơ quan chính gồm lập pháp, hành pháp và tư pháp của thể chế chính trị tam quyền phân lập.
Lập pháp có nhiều tên gọi khác nhau, phổ biến nhất là nghị viện và quốc hội (lưỡng viện), mặc dù những tên này có nhiều nghĩa đặc trưng khác nữa. Trong hệ thống nghị viện của chính phủ, cơ quan lập pháp là cơ quan tối cao chính thức và chỉ định cơ quan hành pháp. Ở hệ thống tổng thống, cơ quan lập pháp được xem là phân nhánh quyền lực tương đương và độc lập với cơ quan hành pháp. Ngoài việc ban hành luật ra, cơ quan lập pháp còn có quyền tăng thuế, thông qua ngân sách và các khoản chi tiêu khác.

## Các viện
Thành phần chính của một cơ quan lập pháp là có một hay nhiều viện, nơi diễn ra các cuộc tranh luận và bỏ phiếu thông qua các dự luật. Cơ quan lập pháp có một viện thì được gọi là lập pháp độc viện. Lập pháp lưỡng viện có hai viện riêng rẽ, thường được gọi là thượng viện và hạ viện. Mỗi viện có chức năng, quyền hạn và cách thức tuyển chọn thành viên khác nhau. Ít phổ biến hơn nhiều là lập pháp tam viện, hình thức tồn tại trong những năm cuối của chính quyền thiểu số da trắng ở Nam Phi.
Ở hầu hết các hệ thống nghị viện, hạ viện là viện có nhiều quyền lực hơn trong khi thượng viện chỉ có nhiệm vụ cố vấn và xem xét.
Tuy nhiên, trong hệ thống tổng thống. Quyền hạn của hai viện thường là như nhau và bình đẳng với nhau. Trong các chính quyền liên bang, chúng ta thường thấy thượng viện đại diện cho các tiểu bang hợp thành. Vì mục đích này, thượng viện có thể hoặc gồm các đại biểu của chính quyền bang, như trường hợp của Đức và ở Hoa Kỳ trước thế kỷ 20, hoặc được bầu ra theo công thức cấp cho các bang có dân số ít hơn một số đại diện ngang bằng như trong trường hợp của Úc và Hoa Kỳ.

## Danh sách tên các cơ quan lập pháp

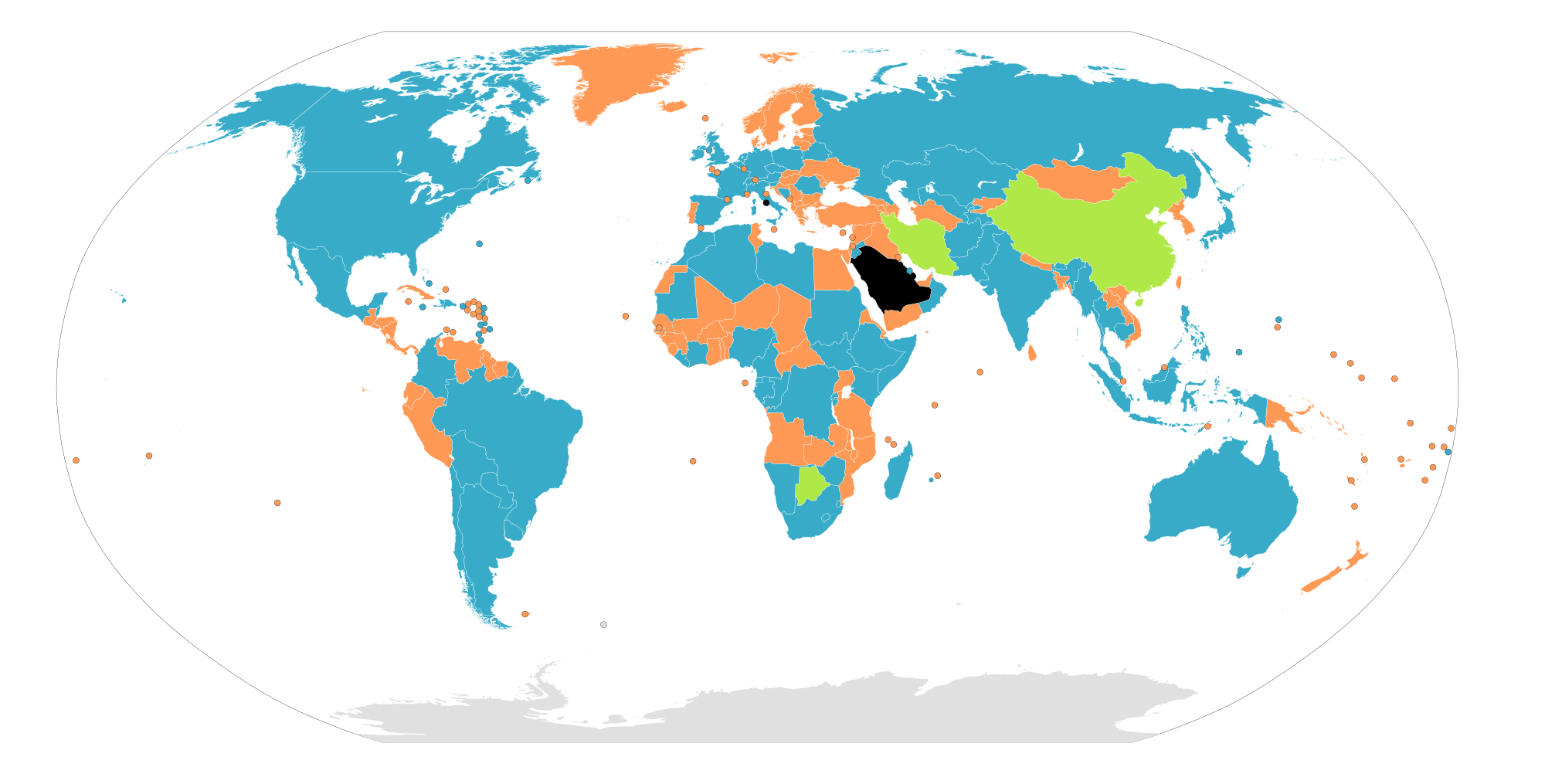
Các quốc gia có lưỡng viện lập pháp.
Các quốc gia có độc viện lập pháp và cơ quan tư vấn.
Các quốc gia có độc viện lập pháp.
Các quốc gia không có cơ quan lập pháp.

##### Cấp quốc gia
- Nghị viện (Parliament)
- Quốc hội (Quốc hội lưỡng viện - Congress)
- Hội đồng nghị viên (Diet assembly)
- Quốc hội (National Assembly)
- Nghị viện Althing — Iceland
- Hội đồng lập pháp cộng hòa (Bồ Đào Nha)
- Hội đồng lập pháp Albania — Albania
- Hội đồng nghị viên liên bang (Bundestag) — Đức
- Cortes Generales — Tây Ban Nha
- Nghị viện (Eduskunta) — Phần Lan
- Hội đồng Liên Bang (Federal Assembly) — Nga, Thụy Sĩ
- Nghị viện quốc gia (Folketing) — Đan Mạch
- Hội đồng lập pháp (Knesset) — Israel
- Nghị viện quốc gia (Majles Al-Ummah) — Kuwait
- Nghị viện quốc gia (Riksdag) — Thụy Điển
- Staten-Generaal — Hà Lan
- Nghị viện quốc gia (Stortinget) — Na Uy
- Tòa lập pháp (Legislative Yuan) — Đài Loan